# Chacoma
Chacoma es una localidad del estado mexicano de Chiapas. Es parte del municipio de Tenejapa.

## Demografía
| Gráfica de evolución demográfica |
|                                  |

| Censo | Población |
| ----- | --------- |
| 1921  | 228       |
| 1930  | 78        |
| 1940  | 400       |
| 1950  | 664       |
| 1960  | 560       |
| 1970  | 567       |
| 1980  | 1 045     |
| 1990  | 1 038     |
| 2000  | 1 304     |
| 2010  | 1 462     |
| 2020  | 1 566     |